# St. Nikolaus (Kall)

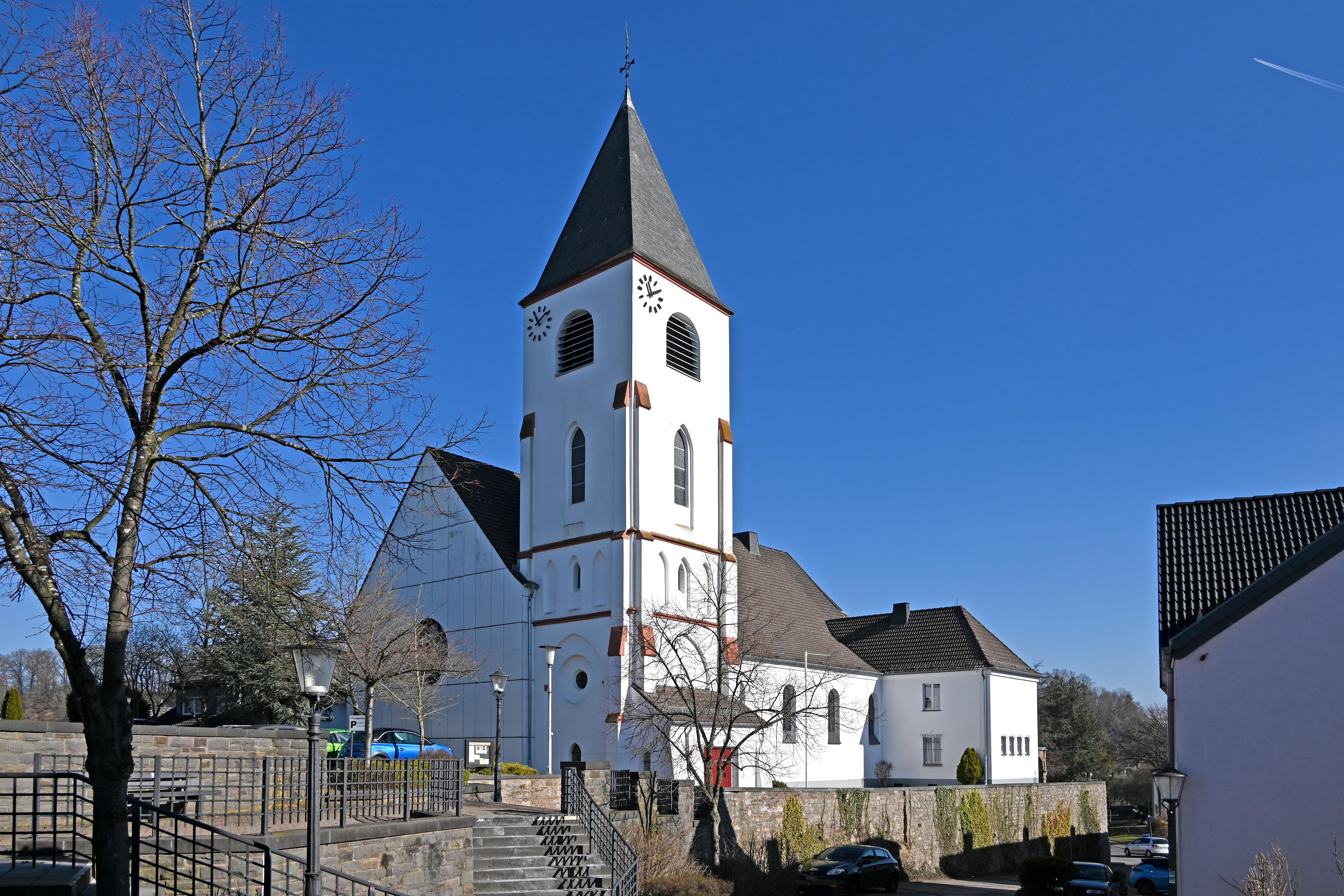
St. Nikolaus in Kall

St. Nikolaus ist die römisch-katholische Pfarrkirche von Kall im Kreis Euskirchen in Nordrhein-Westfalen.
Zur Pfarre gehören die Filialgemeinden in Golbach mit der Maria-Hilf-Kapelle und Heistert mit der Kapelle St. Hubertus. Die Pfarre bildet heute mit mehreren anderen Pfarreien die Gemeinschaft der Gemeinden Hl. Hermann-Josef Steinfeld (Bistum Aachen).

## Geschichte

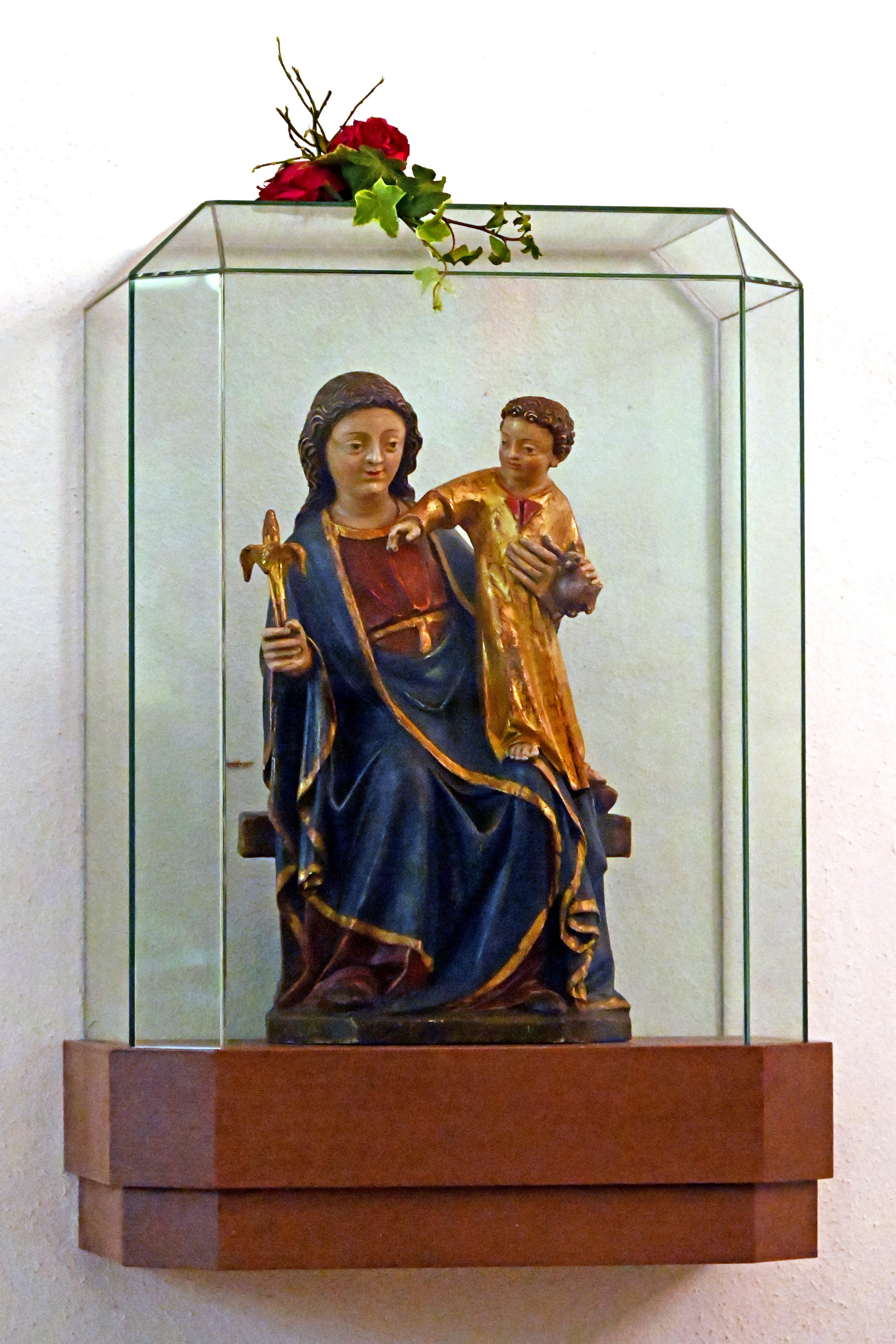
Madonna mit Kind (14. Jh.)

Im Jahr 1238 wurde erstmals eine Kapelle in Kall urkundlich erwähnt. Zu dieser Zeit gehörte der Ort als Filiale zur Pfarre Steinfeld. Erst 1710 erhielt Kall einen eigenen Vikar und wurde schließlich 1802 zur eigenständigen Pfarrei erhoben. Die 1238 erwähnte Kapelle bestand noch bis ca. 1890.
Bereits in den 1880er Jahren wurde das alte Gotteshaus zu klein für die angewachsene Bevölkerungszahl, sodass man ab 1880 mit Sammlungen zum Bau einer neuen und größeren Kirche begann. 1890 wurde schließlich der Kölner Architekt Theodor Kremer mit den Planungen für einen Neubau beauftragt. Daraufhin wurde die alte Kirche bis auf den Chor abgetragen. Der Grundstein zum Bau der neuen Kirche konnte am 19. Juli 1891 gelegt werden. Bereits 1892 erfolgte die Benedizierung des Bauwerks. 1903 wurde schließlich der Glockenturm angebaut. In den Jahren 1933 bis 1934 wurde nach Plänen des späteren Kölner Dombaumeisters Willy Weyres eine Sakristei errichtet. In den letzten beiden Jahren des Zweiten Weltkriegs wurde die neugotische Kirche bis auf den Turm zerstört.
Bis 1951 wurde eine neue Kirche errichtet, wobei die Reste des Glockenturms mit einbezogen wurden. Die Pläne dazu lieferte der Aachener Architekt Peter Salm. Die Konsekration des heutigen Gotteshauses fand am 21. Oktober 1951 statt.

## Architektur
St. Nikolaus ist eine zweischiffige Kirche mit einem flachgedeckten Mittelschiff, einer halbkreisförmigen Apsis im Osten und einem südlichen, vierjochigen Seitenschiff, welches in jedem Joch ein Tonnengewölbe besitzt. Der in der Süd-West-Ecke befindliche Glockenturm stammt in den unteren drei Geschossen noch aus dem Jahr 1903 und weist Formenelemente der Neugotik auf. Das oberste Geschoss wurde wie die restliche Kirche um 1951 aufgebaut. Die Fenster, sowie die Arkaden zwischen Haupt- und Seitenschiff und der Triumphbogen zwischen Chor und Hauptschiff schließen in einem Rundbogen. Der gesamte Bau besteht aus Backsteinen, die jedoch verputzt sind, wie dies typisch für die Kirchen in der Eifel ist.

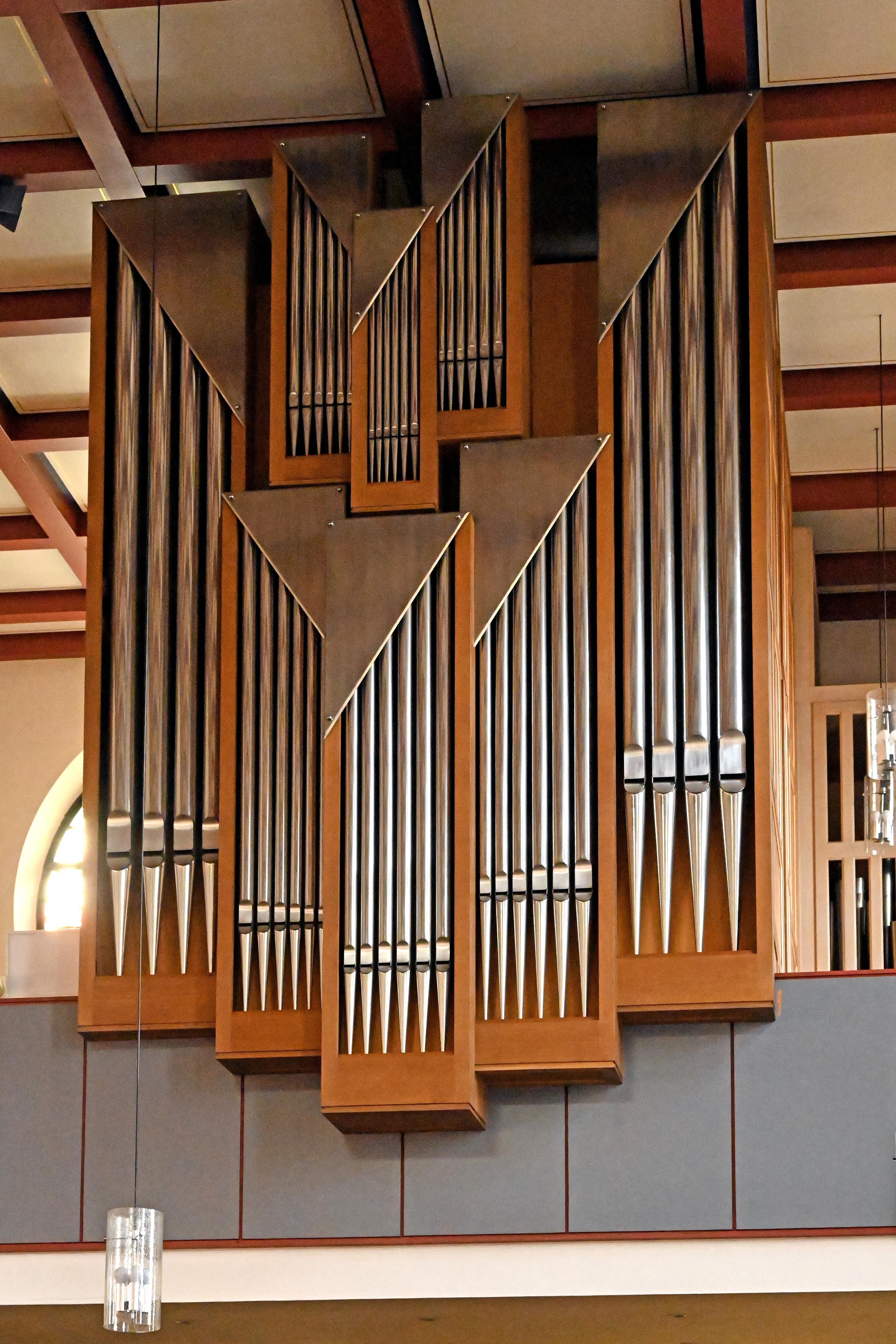
Weimbs-Orgel (1998)

## Ausstattung
Im Innenraum befindet sich eine moderne Ausstattung. Erwähnenswert ist die kreisrunde Wandmalerei im Chor, welche Jesus Christus darstellt, der in seiner linken Hand ein Buch hält und von einem Strahlenkranz umgeben wird. Sie wurde 1986 von Anna Zwolinska und Adam Suchecki entworfen und angebracht. Die Buntglasfenster schuf die Aachener Künstlerin Maria Katzgrau 1954.

## Orgel und Glocken
- Die ursprüngliche Orgel auf der Empore im hinteren Bereich der Kirche wurde 1942 als Opus 14 von der Hellenthaler Manufaktur Weimbs Orgelbau gebaut. Sie verfügte anfangs über 25 Register auf zwei Manualen und Pedal. 1952 wurde dieses Instrument um ein drittes Manual und auf 32 Register erweitert (Opus 21).[3] 1998 folgte ein Neubau vom gleichen Hersteller mit 30 Registern auf zwei Manualen und Pedal (Opus 266).[4]
- Im Turm von St. Nikolaus befindet sich ein fünfstimmiges Geläut aus Bronze. Die Glocken stammen aus unterschiedlichen Jahrhunderten. Es folgt eine Übersicht:[5]

| Glocke | Name          | Durchmesser | Gewicht (ca.) | Schlagton (HT-1⁄16) | Gießer                                                   | Gussjahr        |
| ------ | ------------- | ----------- | ------------- | ------------------- | -------------------------------------------------------- | --------------- |
| 1      | Josef         | 1565 mm     | 2600 kg       | c′ +3               | Johannes Mark, Eifeler Glockengießerei Mark, Brockscheid | 1963            |
| 2      | Hermann-Josef | 1306 mm     | 1500 kg       | es′ +2              | Johannes Mark, Eifeler Glockengießerei Mark, Brockscheid | 1963            |
| 3      | –             | 1214 mm     | 1200 kg       | f′ +4               | Gregor van Trier, Aachen                                 | 1514            |
| 4      | –             | 1013 mm     | 0700 kg       | as′ +3              | Unbekannt                                                | 14. Jahrhundert |
| 5      | Christophorus | 0867 mm     | 0430 kg       | b′ +6               | Johannes Mark, Eifeler Glockengießerei Mark, Brockscheid | 1963            |

## Pfarrer
Folgende Priester wirkten bislang als Pfarrer an St. Nikolaus:
- 1922–1940: Peter Schmitz
- 1940–1959: Johannes Baltes
- 1959–1969: Theodor Tholen
- 1969–1970: Wilhelm Bienbeck
- 1970–1987: Albert Hoß
- 1987–2023: Hans-Joachim Hellwig
- 2023–2025: Klemens Gößmann
- Seit 2025: P. Wieslaw Kaczor SDS